# Толбот, Гилберт, 13-й граф Шрусбери
Гилберт Толбот, 13-й граф Шрусбери (англ. Gilbert Talbot, 13th Earl of Shrewsbury; 11 января 1672 — 22 июля 1743) — английский священник-иезуит, дворянин и пэр, также известный как отец Грей.

## Биография
Родился 11 января 1672 года в графстве Стаффордшир. Старший сын Достопочтенного Гилберта Толбота (1631—1702), второго сына Джона Толбота, 10-го графа Шрусбери (1601—1654). Его матерью была Джейн Флэтсбург. Он получил образование в английском колледже в Сент-Омере.
В 1694 году он вступил в Общество Иисуса в качестве послушника в Ваттене во Французской Фландрии и в 1701 году был отправлен в английскую миссию колледжа Святого Алоизия в Ланкашире, совершая богослужения в Престоне, Биллингтоне и других местах. В 1709 году он принял четыре обета иезуитов: бедности, целомудрия, послушания и подчинения папе. Как священник католической церкви он был известен как отец Грей. В 1711 году Гилберт Толбот был ректором колледжа в Ланкашире, но вскоре после этого был отправлен в колледж Святых Апостолов в Саффолке, где он также служил капелланом у молодого лорда Петре в Ингейтстоун-холле. Сообщалось, что Толбот был священнослужителем с большими заслугами, благоразумным и приятными манерами, но он был категорически против того, чтобы брать на себя пастырскую заботу о приходе.
1 февраля 1718 года после смерти своего бездетного двоюродного брата, Чарльза Толбота, 1-го герцога Шрусбери и 12-го графа Шрусбери (1660—1718), Гилберт Толбот унаследовал титулы 13-го графа Шрусбери (Пэрство Англии) и 13-го графа Уотерфорда (Пэрство Ирландии). Он мог бы унаследовать большие поместья в Шропшире и других местах, но за несколько лет до этого он отказался от своих прав на них в пользу своего младшего брата Джорджа Толбота.
Будучи графом и пэром Англии, Гилберт Толбот имел право на место в Палате лордов Великобритании, но как католик он был лишен возможности занимать большинство государственных должностей, и он не использовал свои новые титулы и не стремился войти в парламент.
В 1721 году «Конгрегация евангелизации народов» рассматривала кандидатуру графа Шрусбери на должность епископа-коадъютора Апостольского викариата Лондонского округа, но в итоге на эту должность был принят Бенджамин Петре.
Около 1726 года Гилберт Толбот стал капелланом леди Стауртон, вдовы лорда Петре, в Данкенхалхе в Ланкашире. В 1734 году он также стал ректором Ланкаширского колледжа. В 1738 году он присоединился к иезуитскому колледжу Святого Игнатия в Лондоне, где и умер. После его смерти семейные пэры унаследовал его племянник Джордж Толбот, 14-й граф Шрусбери (1719—1787), сын его младшего брата Джорджа Толбота (? — 1733).